# 耕地占用税
耕地占用税，是中国政府为了合理利用土地资源，加强土地管理，以保护耕地而向占用耕地用于其他非农业建设的单位和个人收取的税种。耕地占用税属于行为税的一种，于1987年4月1日起征收，该税种依据的法源为由中华人民共和国国务院颁布的《中华人民共和国耕地占用税暂行条例》、财政部制定的《暂行条例实施细则》和各省、自治区、直辖市制定的《实施办法》。2007年12月1日，国务院对原《暂行条例》进行重大修改并重新颁布。此外，耕地占用税属于地方税，由耕地所在地的地方税务局负责征收。

## 纳税义务人与征税范围
耕地占用税的纳税义务人即包括单位，也涵盖个人。其中单位的范围包括企事业单位、社会团体、国家机关、军队和其他单位。企事业单位包括国有、集体、私营、股份制、外商投资等。而个人的范围，不仅有自然人也包括个体工商户等。
该税的征税范围则是纳税人用以建房或者用于其他非农业建设而占用的国家所有和集体所有的各种耕地。其中耕地不仅包括种植粮食、蔬菜、花圃等土地，也包括了例如茶园、果园等经济作物的土地。另外，占用鱼塘也属于占用耕地的一种情况。但对于滩涂、草场、水面和林地的占用，是否缴纳耕地占用税，则由中国境内的各一级行政区自行决定。

## 税额的计算

### 税率
由于中国的耕地面积分布不均，因此耕地占用税采用地区差别定额税率，其征收的平均税额由中华人民共和国财政部、国家税务总局等主管部门制定。其中地区是指以县一级的行政区域为单位计算的。根据《暂行条例》的规定：
- 人均耕地不超过一亩的地区，按每平方米10至50元的标准征税。
- 人均耕地在一亩至二亩间的地区，其征税标准为每平方米8-40元。
- 人均耕地超过二亩但不超过三亩的地区，其定额税率为每平米6-30元。
- 人均耕地在三亩以上的地区，每平方米5-25元。

| 地区                                     | 每平方米平均税额（单位：元） |
| ---------------------------------------- | ---------------------------- |
| 上海市                                   | 45                           |
| 北京市                                   | 40                           |
| 天津市                                   | 35                           |
| 江苏、浙江、福建、广东                   | 30                           |
| 辽宁、湖北、湖南                         | 25                           |
| 河北、安徽、江西、山东、河南、重庆、四川 | 22.5                         |
| 广西、海南、贵州、云南、陕西             | 20                           |
| 山西、吉林、黑龙江                       | 17.5                         |
| 内蒙古、西藏、甘肃、青海、宁夏、新疆     | 12.5                         |

如果占用的耕地为基本农田的，其应缴纳的占用税应当在当地适用税额的基础上增收50%的税金。对于经济特区、经济技术开发区和经济发达但人均耕地极少的地区，其适用的税额可以较所在地标准相应提高，但提高部分不能超过当地适用税额的50%。

### 计税依据和税额计算
耕地占用税的计税依据，是以纳税人占用耕地的实际面积为准，以平方米作为计量的标准单位。计算方法为应纳税额等于实际占用耕地面积乘以适用定额税率。

## 税收优惠与征收管理

### 税收优惠
耕地占用税的税收优惠分为免征、减征、先征后退。免征的范围包括军队占用耕地建设军事设施、占用耕地建设教育卫生设施的。减征的范围包括铁路、公路、机场、港口、航道等占用的耕地；农村烈士家属、残疾军人、鳏寡孤独、革命老区、少数民族聚居地、边远贫困山区的生活困难的农村居民在规定用地标准内新建住宅且缴税困难的。其中用于交通运输建设而占用的耕地减征后，按每平方米2元的标准征收。后者则在乡镇人民政府审核后，经县级人民政府批准后，视情况免征或减征耕地占用税。先征后退的情况则适用于临时占用耕地经，且在批准的期限内恢复耕地原状的。具体方式为先计算并缴纳耕地占用税，在恢复原状后由税务机关全额退还已缴纳的税款。
凡免征或减征耕地占用税后，纳税人改变了原用途，且该用途不属于享受免征、减征范围的，纳税人应当重新按所在地适用的税额补缴耕地占用税。

### 征收管理
耕地占用税由所在地的地方税务机关负责征收。其征收流程为纳税人向土地管理部门申请办理占用耕地的相关手续时，由土地管理部门向所在地同级的地方税务机关告知。土地管理部门在批准申请后，纳税人凭批复的通知，在收到通知之日的三十日内向所在地税务机关缴纳该税。纳税人完税后，持完税凭证或免税凭证和相关文件，至土地管理部门，由管理部门发放建设用地批准书。